# Memories (canção de Elvis Presley)
Memories é uma canção de 1968 originalmente gravada por Elvis Presley.
Foi escrita por Billy Strange e Mac Davis, com demo cantada por Phil Johnson (Last Freight Train, Lying Cheating Stealing, Lonely One) especialmente para Presley interpretar no especial de TV Elvis, seu show de retorno que foi ao ar na NBC em 3 de dezembro de 1968. Mais tarde, Mac Davis relembrou à Billboard: "Eles pediram uma canção sobre relembrar os anos passados e, curiosamente, tive que escrevê-la em uma noite. Fiquei acordado a noite toda na casa de Billy Strange em Los Angeles. Ele tinha um pequeno escritório montado na garagem. Escrevi ali mesmo."
Lançada nos Estados Unidos em 1969, acompanhada por Charro, a música-título do filme Charro!, no lado B, "Memories" alcançou a 35ª posição na Billboard Hot 100 na semana de 12 de abril de 1969.
A canção também está incluída no álbum Elvis, trilha sonora do especial de TV da NBC no qual foi apresentada pela primeira vez. Para o programa, a música foi gravada ao vivo, mas o álbum apresenta uma versão de estúdio gravada em 24 de junho.
O livro Rock Song Index: The 7500 Most Important Songs for the Rock and Roll Era chama "Memories" de "marca registrada do período posterior de Elvis".

## Paradas musicais
Elvis Presley
| Parada (1969–70)                 | Posição máxima |
| -------------------------------- | -------------- |
| Austrália                        | 19             |
| Canadá RPM Adult Contemporary    | 7              |
| Canadá RPM Top Singles           | 15             |
| EUA Billboard Hot 100            | 35             |
| EUA Billboard Adult Contemporary | 7              |
| EUA Country                      | 56             |
| EUA Cash Box Top 100             | 24             |

The Lettermen (medley)
| Parada (1969–70)                 | Posição máxima |
| -------------------------------- | -------------- |
| Canadá RPM Adult Contemporary    | 3              |
| Canadá RPM Top Singles           | 37             |
| EUA Billboard Hot 100            | 47             |
| EUA Billboard Adult Contemporary | 3              |
| EUA Cash Box Top 100             | 51             |

## Relançamento
Em 1º de dezembro de 1970, o single foi relançado como parte da série Gold Standard da RCA Victor, juntamente com outros nove singles de Elvis Presley.